# 驹泽女子短期大学
驹泽女子短期大学（日语：／ Komazawa Joshi Tankidaigaku *），简称驹女（こまじょ），是一所位于日本东京都稻城市的私立短期大学。

## 概要

### 简介
- 源流成立于1928年[2]。短期大学为于1965年开办[2]、由学校法人驹泽经营、教育的基础是道元的曹洞宗、「正念」和「行学一如」为学园训。[3]

### 历史
- 1965年 驹泽女子短期大学成立并同时设置一个学科即保育科[2]。
- 1966年 食物科成立[2]。
- 1989年 英语英文科成立（招生到于1999年、停办于2001年）[2]。
- 1990年 食物科改编为生活科、分离为生活专攻（以后招生到于2001年、停办于2003年）和食物营养专攻[2]。
- 2002年 食物科食物营养专攻改编为食物营养科（以后招生到于2008年、停办于2010年）[2]。

## 学校环境
- 校区：在东京都稻城市

## 历任校长
- 小川弘贯：第一代短期大学校长[4]。
- 光田督良：现在短期大学校长[5]

## 组织

### 学科
- 保育科

### 前学科
| - 生活科 - 生活专攻 - 食物营养专攻 - 英语英文科 |

### 专科
| - 没有 |

### 业余课程
| - 没有 |

### 附属学校
- 幼儿园:驹泽幼儿园[6]

### 附属机关
| - 图书馆 |

## 相关链接
- 日本短期大学列表
- 驹泽短期大学：已停办
- 岩见泽驹泽短期大学：已停办
- 驹泽大学苫小牧短期大学：已停办